# Vincent Barteau
Vincent Barteau (Caen, 18 marzo 1962) è un ex ciclista su strada e pistard francese.
Professionista dal settembre 1982 al 1990 vinse una tappa al Tour de France 1989 ed indossò per dodici giorni la Maglia gialla nella edizione del 1984.

## Carriera
Fu gregario di Laurent Fignon e Greg LeMond durante il Tour de France 1984 vinto dal primo e concluso al terzo posto dallo statunitense; in quella edizione riuscì ad indossare la maglia gialla al termine della quinta tappa vinta dal portoghese Paulo Ferreira davanti proprio a Barteau.
Conserverà il simbolo del primato in classifica generale per dodici giorni cedendolo al compagno di squadra Fignon al termine della cronometro da Les Échelles a La Ruchère.
Fignon vincerà nettamente quella edizione della grande gara a tappe francese precedendo Bernard Hinault di oltre dieci minuti, bissando così il successo dell'anno precedente.
Accompagnò Fignon anche alla Grande Boucle 1989: in quella edizione riuscì a vincere la tappa del 14 luglio, giorno del bicentenario della Rivoluzione francese, arrivando in solitaria sul prestigioso e simbolico arrivo di Marsiglia; l'edizione fu tuttavia negativa per la sua squadra poiché Fignon perse la maglia gialla al termine della cronometro conclusiva a favore dell'ex compagno LeMond per soli 8".
Fra i suoi piazzamenti vanno ricordati anche due secondi posti alla Parigi-Camembert, nel 1985 e 1990, e nel Grand Prix Cycliste La Marseillaise nel 1986.
Dopo la fine della carriera sportiva lavorò come commentatore tecnico per Eurosport e fu consulente di ditte che si occupano di materiale legato al mondo del ciclismo; anche suo figlio Gregory è stato un ciclista.

## Palmarès
- 1980 (dilettanti)

Campionati francesi allievi, Prova in linea
- 1981 (dilettanti)

Campionati francesi allievi, Prova in linea
3ª tappa Trois jours de Cherbourg
- 1982 (dilettanti)

4ª tappa Tour du Limousin (Saint-Junien > Limoges)
2ª tappa, 2ª semitappa Tour de Normandie (Le Havre > Bernay)
3ª tappa Tour du Vanclouse (Sorgues > Apt)
- 1983 (Renault, due vittorie)

1ª tappa Circuit de la Sarthe (Yvre-l'Eveque > Yvre-l'Eveque)
11ª tappa Grand Prix de l'Avenir (Nîmes > Vitrolles)
- 1984 (Renault, una vittoria)

2ª tappa, 2ª semitappa Tour de l'Oise
2 tappa Tour du Vancluse (Aigue-Belle > Sorgues)
- 1985 (Renault, una vittoria)

3ª tappa, 2ª semitappa Tour d'Armorique
- 1986 (R.M.O., una vittoria)

5ª tappa, 1ª semitappa Quatre Jours de Dunkerque (Armentières > Cassel)
- 1988 (PDM, una vittoria)

Trio Normand (cronometro, con Philippe Bouvatier, Thierry Marie)
- 1989 (Super U, una vittoria)

12ª tappa Tour de France (Montpellier > Marsiglia)
- 1990 (Castorama, una vittoria)

2ª tappa Grand Prix du Midi Libre (Prades > Castelnaudary)

### Altri successi
- 1984 (Renault)

3ª tappa Tour de France (Louvroil > Valenciennes)
Saint Martin de Landelles - Polynormande (criterium)
Circuit des genêts verts - Maël-Pestivien (criterium)
Saint-Martin-de-Landelles (criterium)
- 1985 (Renault, una vittoria)

Ronde d'Aix-en-Provence (criterium)
- 1989 (Super U, tre vittorie)

2ª tappa Tour de France (cronosquadre, Lussemburgo > Lussemburgo)
Boucles de l'Austreberthe - Barentin (criterium)
Lisieux (criterimu)

## Piazzamenti

### Grandi Giri
- Tour de France

1984: 28º
1986: ritirato (alla 1ª tappa)
1989: 97º
1990: 133º

### Classiche monumento
- Milano-Sanremo

1986: 80º
1989: 19º
- Liegi-Bastogne-Liegi

1989: 86º
- Giro di Lombardia

1982: 44º
1989: 45º

### Competizioni mondiali
- Campionati del mondo su strada

Goodwood 1982 - In linea: 6º